# (35857) 1999 JN64
1999 JN64 (asteroide 35857) é um asteroide da cintura principal. Possui uma excentricidade de 0.10921470 e uma inclinação de 4.33312º.
Este asteroide foi descoberto no dia 10 de maio de 1999 por LINEAR em Socorro.